# Utrecht
 For alternative betydninger, se Utrecht (flertydig). (Se også artikler, som begynder med Utrecht)
Utrecht ( udtale ?; nederlandsk: Utrecht, Stad-Utrechts: Utreg/Utereg) er en kommune og en by, beliggende i provinsen Utrecht i Nederlandene. Byen er den fjerdestørste i Nederlandene. Kommunens areal er på 99,21 km², og byen har 359.370(2021) indbyggere fordelt på 10 distrikter.

## Historie
Romerne skabte grundlaget for byen Utrecht på og omkring den nuværende Domkirkeplads (ned: Domplein). Omkring år 50 e.Kr.
lod kejser Claudius bygge et kastel af træ og jord på Rhinens bred. Dette fort blev oprettet som led i et netværk af forter langs nordgrænsen for Romerriget, den såkaldte Limes. Kastellet blev kaldt Traiectum, latinsk for vadested eller krydsningssted over en flod (nemlig Rhinen). For at kunne skelne stedet fra andre bosættelser (fx Mosa Traiectum, Maastricht) blev forstavelsen Ultra lagt til. Med tiden blev de to ord sammentrukket til nutidens nederlandske navn, Utrecht. 
I 690 anlagde den angelsaksiske missionær og biskop Willibrod et gejstligt centrum i den forladte grænsepost. To kirker blev bygget indenfor grænserne af det gamle kastel: domkirken (viet til Sankt Martinius, nederlandsk Sint-Maarten) og Sint-Salvatorkerk (Sankt Salvator-kirken). Senere kom en 3. kirke til. Derfor blev stedet det religiøse centrum for Nordnederlandene. I det 10. århundrede fik biskoppen verdslig magt og blev den vigtigste magtperson der.
Den 2. juni 1122 fik Utrecht byrettigheder af Henrik V, kejser af Det tysk-romerske rige. Borgerne kunne nu bygge en mur om byen. Utrecht blev velstående og der udvikledes et netværk af gader indenfor bymurene, hvor de bedst stillede indbyggere byggede huse af sten. På den tid havde Utrecht et forspring i for de andre nederlandske byer, da bygninger af sten fortsat var ganske sjældne.
Den nuværende Domkirken i Utrecht blev påbegyndt i 1254. I middelalderen var Utrecht som biskopsæde og største by i det nordlige Nederlandene det vigtigste kulturelle centrum i Nederlandene. Efter, at sidegrenen af Rhinen, som strømmer gennem byen blev lavere pga. landbruget, blev det vanskeligere at drive skibsfart og handel i byen. Handelen flyttede sig nordover, og fra omkring 1300 blev Amsterdam den største by i Nederlandene.

## Kernerne
Utrecht Kommunen består af følgende landsbyer og bebyggelser: Themaat, Stadsdam, Ockhuizen, Vleuten, De Meern, Haarzuilens og Utrecht.
| Tal per 2015 (kilde: Utrecht kommune): |                     |
| 01: Centrum                            | ± 17.571 indbyggere |
| 02: Oost                               | ± 32.165 indbyggere |
| 03: Leidsche Rijn                      | ± 30.084 indbyggere |
| 04: West                               | ± 28.554 indbyggere |
| 05: Overvecht                          | ± 33.732 indbyggere |
| 06: Zuid                               | ± 27.200 indbyggere |
| 07: Noordoost                          | ± 37.624 indbyggere |
| 08: Zuidwest                           | ± 37.263 indbyggere |
| 09: Noordwest                          | ± 43.849 indbyggere |
| 10: Vleuten-De Meern                   | ± 46.253 indbyggere |

Utrecht kommune grænser op mod Woerden, Stichtse Vecht, De Bilt, Zeist, Bunnik, Houten, Nieuwegein, IJsselstein og Montfoort.

## Trafik
Vigtige forbindingsveje er: A2, A12, A27, A28 og N230
Station Utrecht-Centraal er byens vigtigste station. Desuden er der Utrecht-Lunetten, -Maliebaan, -Overvecht, -Leidsche Rijn, -Terwijde, -Zuilen, Vleuten og -Vaartsche Rijn.
Utrecht Centraal er Nederlandenes største og vigtigste togstation med forbindelse til Rotterdam, Haag, Amsterdam (og Schiphol), Leeuwarden, Groningen, Enschede, Maastricht, Heerlen, Den Helder, etc.

## Uddannelse
Utrecht er velkendt for sine institutioner inden for højere uddannelse. Den mest fremtrædende er Universitetet i Utrecht (oprettet i 1636), Nederlandenes største universitet med 26.787 studenter (per 2004). Universitetet ligger dels i centrum, dels i campus-området Uithof på østsiden af byen. Ifølge en rangering foretaget af SJiaotonguniversitetet i Shanghai fra 2008 er det verdens 47. bedste universitet.
I Utrecht findes også det langt mindre Humanistisk Universitet (med nogle hundrede studenter).
Utrecht er også hjemsted for to andre store institutioner for højere uddannelse: Hogeschool Utrecht (30.000 studenter) med bygninger i centrum og på Uithof campus, samt HKU Utrecht School of the Arts (3.000 studenter).

## Kultur
Utrecht har omfattende kulturtilbud.
Byen sigter mod at blive europæisk kulturhovedstad i 2018.
Det er flere teatre og teaterkompagnier i byen. Det vigtigste byteater blev bygget af Dudok i 1941. Ud over teatre er der et stort antal biografer. Utrecht er værtsby for Nederlandenes filmfestival.
Byen har et vigtigt koncerthus, Vredenburg (bygget 1979 af Herman Hertzberger), hvis akustik anses som en af de bedste for koncerthuse bygget i det 20. århundrede. Unge musikere uddannes ved konservatoriet (en del af Utrecht School of the Arts). Der findes et specialisert museum for automatiserede musikinstrumenter. Ved den gamle kanal (Oudegracht) ligger rockklubben Tivoli (som også har et lokale uden for centrum). Byen har også flere andre musiklokaler. 
Det findes mange kunstgallerier i Utrecht. Der er også flere stiftelser, som støtter kunst og kunstnere. Uddannelse af kunstnere foregår ved Utrecht School of the Arts. Centralmuseet (Centraal Museum) har mange udstillinger relaterede til kunst, deriblandt en permanent udstilling af værker af illustratoren Dick Bruna, som er bedst kendt for at have skabt Miffy.

Utrecht er også hjemsted for en af landemærkene inden for moderne arkitektur, Rietveld Schröderhuis fra 1924, som er på UNESCOs verdensarvliste.
I samarbejde med forskellige kulturorganisationer arrangerer byen regelmæssigt kultursøndage for at involvere indbyggerne (og ikke bare eliten) i byens kulturrigdom. I lde temasøndage sammensætter flere organisationer et program, som er åbent for alle, gratis eller til en stærkt reduceret pris.
Videre er det mange initiativer for amatørkunstnere fx indenfor udøvende kunst, maleri og skulptur. Byen subsidierer en organisation for kunstuddannelse for amatører (Utrechts Centrum voor de Kunsten) rettet til byens befolkning. Det samme gør universitetet for sine ansatte og studenter. Desuden findes flere private initiativer. 
I udkanten af landsbyen Vleuten, der ligger vest for Utrecht, findes Kasteel de Haar, som er det største slot i landet og besøges af omkring 280.000 årligt.,
Fodboldklubben FC Utrecht har altid spillet i Nederlandenes højeste division, Eredivisie, Klubbens hjemmebane er Stadion Galgenwaard.

## Demografi
| År   | Indbyggere |
| ---- | ---------- |
| 1200 | 3000       |
| 1300 | 5500       |
| 1400 | 13 000     |
| 1481 | 20 000     |
| 1525 | 30 000     |
| 1577 | 27 500     |

| År   | Indbyggere |
| ---- | ---------- |
| 1600 | 30 000     |
| 1623 | 30 000     |
| 1650 | 31 000     |
| 1670 | 33 500     |
| 1700 | 30 000     |
| 1730 | 33 000     |
| 1748 | 25 000     |
| 1775 | 29 000     |

| År   | Indbyggere |
| ---- | ---------- |
| 1800 | 33 000     |
| 1809 | 35 000     |
| 1815 | 33 663     |
| 1822 | 35 000     |
| 1832 | 43 000     |
| 1850 | 47 000     |
| 1860 | 52 000     |
| 1870 | 57 000     |
| 1880 | 68 000     |
| 1890 | 81 000     |

| Dato        | Indbyggere |
| ----------- | ---------- |
| 1 jan 1900  | 102 086    |
| 1 jan 1910  | 119 006    |
| 1 jan 1920  | 138 334    |
| 1 jan 1930  | 153 208    |
| 1 jan 1940  | 165 029    |
| 1 jan. 1950 | 193 190    |
| 1 jan 1960  | 254 186    |
| 1970        | 279 000    |
| 1 jan 1980  | 236 208    |
| 1 jan 1990  | 230 676    |

| Dato          | Indbyggere |
| ------------- | ---------- |
| 1 januar 2000 | 233 667    |
| 1 jan 2001    | 256 420    |
| 1 jan 2002    | 260 625    |
| 1 jan 2003    | 265 151    |
| 1 jan 2004    | 270 244    |
| 1 jan 2005    | 275 258    |
| 1 jan 2006    | 280 949    |
| 1 januar 2007 | 288 401    |
| 1 jan 2008    | 294 737    |
| 1 jan 2009    | 299 891    |

## Galleri
- Parti fra Utrecht.
- Udsigt over Utrecht
- Det tidligere industriområde, Cereolfabriek i Utrecht